# محمد أباد غر غر (إبراهيم أباد)
محمد أباد غر غر (بالفارسية: محمدآباد گرگر) هي قرية تقع في إيران في قسم ابراهیم أباد الريفي. يقدر عدد سكانها بـ 80 نسمة .